# Pafnucy z Dendery
Pafnucy z Dendery (kopt. ⲡⲁⲫⲛⲟⲩϯ, zm. IV w.) – egipski eremita, wczesnochrześcijański męczennik, święty.

## Biografia
Pafnucy z Dendery w Tebaidzie był mnichem. Został aresztowany podczas prześladowania chrześcijan za cesarza Dioklecjana, które wybuchło w związku z edyktem z 24 lutego 303 roku. Nakaz aresztowania Pafnucego wydał Arrian, prefekt w Antinoopolis (Górny Egipt). Ze względu na dokonywane przez Panfnucego po uwięzieniu cuda, wielu nawróciło się na chrześcijaństwo. Neofitów zamęczono przed ukrzyżowaniem cudotwórcy. Zachowały się dwie Pasje: koptyjska i grecka. Podważana jest jednak ich wiarygodność.

### Dzień obchodów
Bardzo późno wpisany do martyrologiów zachodnich, wspominany był w synaksariach wschodnich wraz z 546 towarzyszami. Wspomnienie liturgiczne w Kościele katolickim obchodzone jest 24 września.